# 关于难民地位的议定书
《关于难民地位的议定书》（亦被稱為「紐約議定書」）是一項1966年11月18日通過，並於1967年10月4日正式生效的國際公約。主要目的是將聯合國1951年難民地位公約關於難民地位的定義擴大至全球範圍，並適用至今。這兩項公約，是當代國際難民保護的兩項核心規範。
聯合國於1951年7月18日通過難民地位公約，並於1954年4月22日正式生效；此公約原始目的僅在處理第二次世界大戰後歐洲地區的難民問題，而不適用於1951年1月1日以後發生事件所衍生之難民，亦不適用歐洲地區外的難民。鑑於難民已是全球共同面臨的議題，因此聯合國在1966年11月18日通過有關難民地位的議定書，並於1967年10月4日正式生效，刪除了「時間」和「地域」的限制，以將原公約關於難民地位的定義擴大至全球範圍，適用至今。但擴大效力範圍的同時，也允許已批准1951年公約的簽約國家，可自行選擇保留「地理限制」的效力。